# Обручальное кольцо (фильм)
«Обручальное кольцо» или «Кольцо счастья» (азерб. Bəxt üzüyü) — фильм, снятый в 1991 году режиссёром Рамизом Азизбейли по мотивам одноимённой пьесы Вагифа Самедоглу. Первый фильм, снятый после восстановления независимости Азербайджана, который отвечал всем канонам коммерческого фильма.
Картина была удостоена специального диплома на Международном кинофестивале стран Азии, Африки и Латинской Америки.

## Сюжет
В фильме говорится о жизни нескольких азербайджанских семей из разных слоёв общества, которые собрались на одной даче. Проблемы между ними начинаются после того, как одна из героинь теряет и не может найти своё обручальное кольцо.

### В ролях
- Афаг Баширгызы
- Валех Керимов
- Гюльшад Бахшиева
- Айшад Мамедов
- Фирангиз Рахимбекова
- Насир Садых-заде
- Рафаэль Дадашев
- Мухтар Маниев
- Джахангир Новрузов
- Ариф Кулиев
- Нурия Ахмедова
- Насир Садыхзаде
- Акиф Мусаев

## Создатели фильма
Режиссёр — Рамиз Азизбейли. Производство — «Гара-гая фильм». Авторы сценария — Рамиз Азизбейли, Орхан Садыгов, Юсиф Самедоглу, Вагиф Самедоглы. Оператор — Эмин Новрузов. Композитор — Эльдар Мансуров. Продюсер — Садраддин Дашдамиров.